# Maryse Voisin
Maryse Voisin (País Vasco Francés, 1945) es una escultora francesa.
Comienza sus estudios de Arte en Bayona.
Ingresa en la École Nationale Supérieure des Beaux-Arts de París.
En 1968 obtiene el Gran Premio de Roma de escultura con la estatua titulada Le centaure. Ese año fue el último en que se concedieron los Premios de Roma al ser suprimidos por André Malraux.
Permanece pensionada en la Academia Francesa durante 5 años (1969-1973). Allí fue alumna de Balthus (en ese momento director en la Villa Médici).
Regresa a París durante un tiempo, y después al País Vasco para ayudar a sus padres.
Imparte clases en la asociación "Carre Libre".
En el verano de 1986, mientras tallaba pequeñas estatuas de alabastro conoce a Gilbert Froissard, que posteriormente será su amigo y pupilo.
En el taller de Maryse Voisin de Bidart, también pasa un periodo de formación la pintora Martine Pinsolle.
Deja “Carre Libre” para enseñar en otra asociación llamada "Terre d’ombres” en Socoa (Aquitania). Allí fue su alumno Jean Garcia (1934-2001).

## Obras
- Le centaure (1968), estatua en bulto redondo de yeso, Premio de Roma de escultura de 1968; se conserva en la École Nationale Supérieure des Beaux-Arts, París.